# Енш (Німеччина)
Енш (нім. Ensch) — громада в Німеччині, розташована в землі Рейнланд-Пфальц. Входить до складу району Трір-Саарбург. Складова частина об'єднання громад Швайх-ан-дер-Ремішен-Вайнштрассе.
Площа — 6,83 км2. Населення становить 464 ос. (станом на 31 грудня 2020).

## Галерея

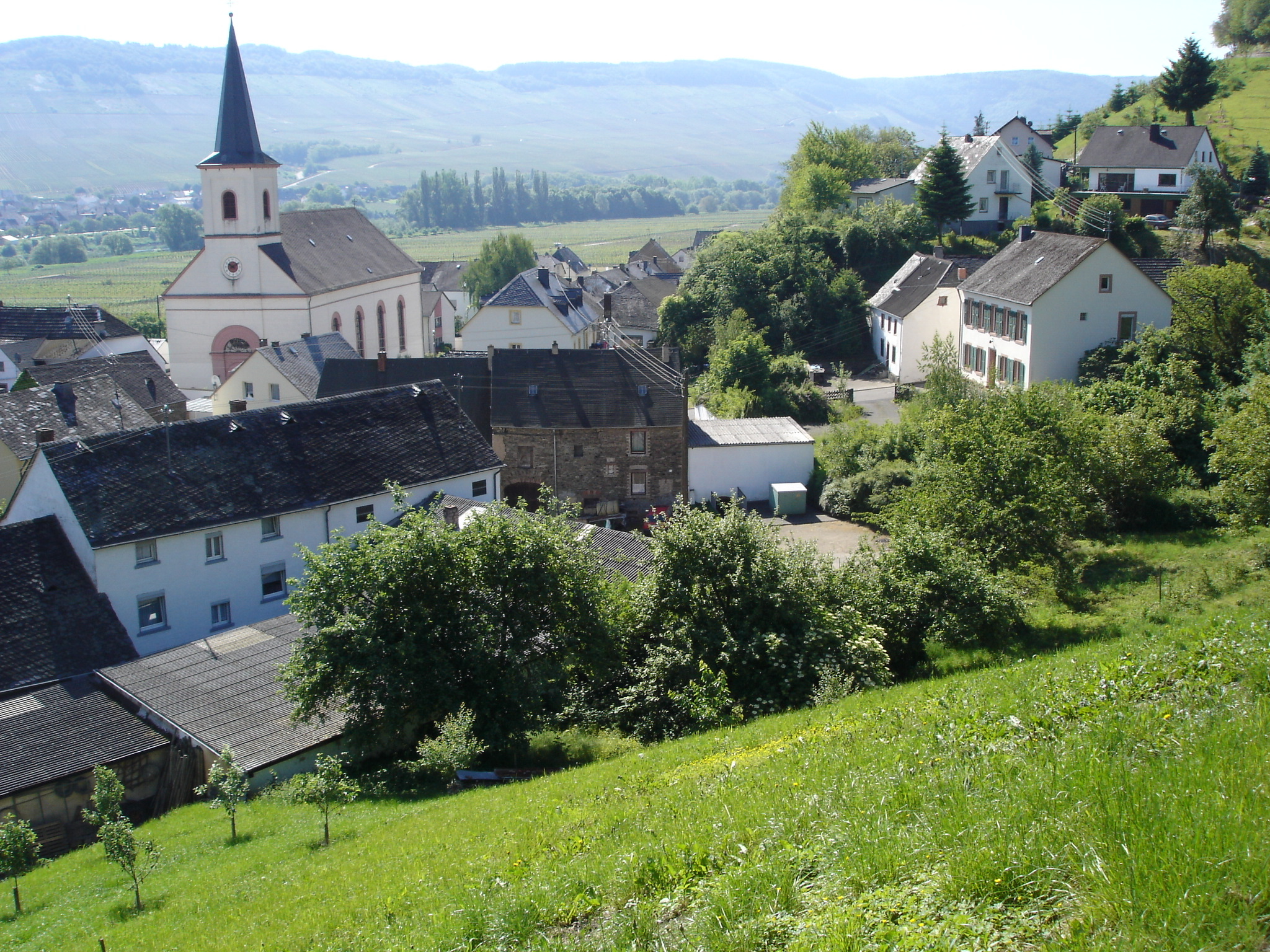